# Arthur O'Hara Wood
Arthur O'Hara Wood, född 1890, Melbourne, Australien, död 6 oktober 1918, var en australisk läkare och tennisspelare, bror till tennisspelaren Pat O'Hara Wood.
Arthur O'Hara Wood var den äldre av två tennisspelande bröder som växte upp i en idrottsintresserad familj. Fadern, John James O'Hara Wood, som var advokat, uppmuntrade bröderna att spela tennis. Båda två blev skickliga tennisspelare med singeltitlar i Australiska mästerskapen bland meriterna. Arthur, som tjänstgjorde i Europa i the Royal Air Force under första världskriget, blev träffad av ett annat plan och dödad över St. Quentin i Frankrike i början av oktober 1918. Hans bror Pat tjänstgjorde under kriget i australiska arméförband i Europa, men återkom efter kriget till sitt hemland och återupptog en framgångsrik tenniskarriär. 
Arthur, som var läkare till professionen, vann 1914 sin enda singeltitel i Grand Slam-turneringen Australiska mästerskapen. Han besegrade i finalen landsmannen, senare världsettan Gerald Patterson med siffrorna 6-4 6-3 5-7 6-1. Han nådde också finalen det året i dubbel tillsammans med förre tvåfaldige singelmästaren Rodney Heath.

## Grand Slam-titlar
- Australiska mästerskapen
  - Singel - 1914